# Falconet alatacat
El falconet alatacat (Spiziapteryx circumcincta) és una espècie d'ocell de la família dels falcònids (Falconidae), l'única del gènere Spiziapteryx (Kaup, 1852). Habita sabanes, zones arbustives i semideserts de l'est de Bolívia, oest del Paraguai i nord de l'Argentina. El seu estat de conservació es considera de risc mínim.